# Genesis (Genesis)
| Recensione | Giudizio |
| ---------- | -------- |
| AllMusic   |          |

Genesis è il dodicesimo album in studio del gruppo musicale britannico Genesis, pubblicato il 3 ottobre 1983 dalla Charisma Records.

## Storia
Nell'album tutti e tre i membri del gruppo compaiono per la prima volta come unici autori su ogni canzone. L'album segna anche l'inizio della coproduzione di Hugh Padgham dopo essere stato l'ingegnere del suono di Abacab.
Alcuni fan e parte della critica musicale fanno riferimento a questo album come l'album Mama, in virtù della prima traccia del disco, o Shapes ("forme"), a causa della grafica di copertina.

## Brani
Mama, dove viene utilizzata una drum machine, racconta di un ragazzo con l'ossessione per una prostituta; divenne la principale hit del Regno Unito, raggiungendo il quarto posto appena uscito. Altri brani come That's All (che è diventato la prima hit della band nella US Top 10), Illegal Alien e Taking It All Too Hard (gli altri tre singoli dell'album, oltre a Home by the Sea, pubblicato però solo in alcune nazioni) hanno fatto raggiungere il primo posto in classifica nella Official Albums Chart, dove è rimasto per 51 settimane e in Germania Ovest.

## Accoglienza
Ha inoltre raggiunto il secondo posto nella Billboard Canadian Albums, in Svizzera, Austria, Paesi Bassi, Norvegia e Nuova Zelanda, il quarto posto in Italia, il quinto posto in Francia ed il nono posto nella Billboard 200, dove ha venduto oltre quattro milioni di copie.

## Tracce
Testi e musiche di Genesis.
1. Mama – 6:52
2. That's All – 4:23
3. Home by the Sea – 4:53
4. Second Home by the Sea – 6:21
5. Illegal Alien – 5:14
6. Taking It All Too Hard – 3:58
7. Just a Job to Do – 4:45
8. Silver Rainbow – 4:28
9. It's Gonna Get Better – 5:13

## Formazione
- Tony Banks – tastiera, cori
- Phil Collins – batteria, percussioni, voce principale
- Mike Rutherford – chitarra, basso, cori

## Classifiche
| Classifica (1983) | Posizione massima |
| ----------------- | ----------------- |
| Austria           | 2                 |
| Canada            | 2                 |
| Finlandia         | 1                 |
| Francia           | 5                 |
| Germania          | 1                 |
| Italia            | 4                 |
| Norvegia          | 2                 |
| Nuova Zelanda     | 2                 |
| Paesi Bassi       | 2                 |
| Regno Unito       | 1                 |
| Stati Uniti       | 9                 |
| Svezia            | 12                |
| Svizzera          | 2                 |